# Porrhothele quadrigyna
Porrhothele quadrigyna är en spindelart som beskrevs av Forster 1968. Porrhothele quadrigyna ingår i släktet Porrhothele och familjen Hexathelidae. Inga underarter finns listade i Catalogue of Life.